# 拉布吕耶尔 (上索恩省)
拉布吕耶尔（法語：La Bruyère，法語發音：[la bʁɥijɛʁ]）是法国上索恩省的一个市镇，属于吕尔区。

## 地理
拉布吕耶尔（47°48'34"N, 6°27'21"E）面积6.32 平方千米，位于法国勃艮第-弗朗什-孔泰大區上索恩省，该省份为法国东部内陆省份，北起顺时针与孚日省、贝尔福地区省、杜省、汝拉省、科多尔省和上马恩省接壤。
与拉布吕耶尔接壤的市镇（或旧市镇、城区）包括：阿马日、布勒绍特、拉科比耶尔、马尼夫赖。
拉布吕耶尔的时区为UTC+01:00、UTC+02:00（夏令时）。

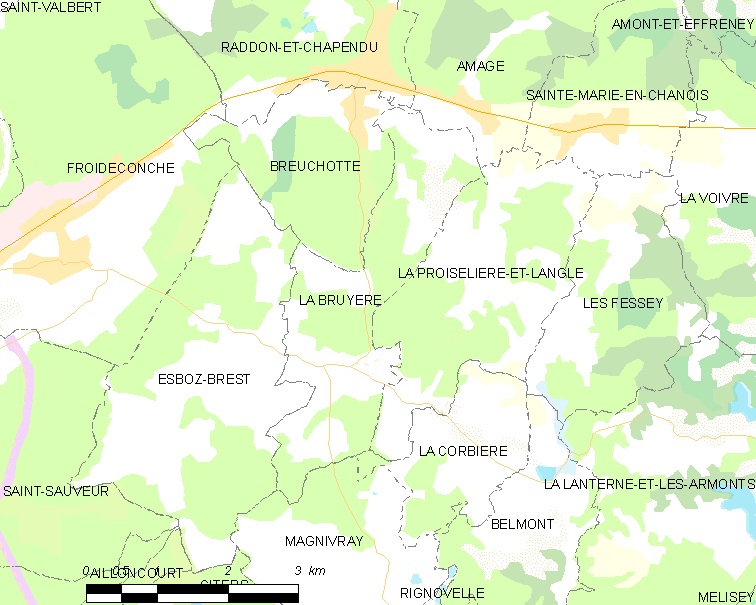
拉布吕耶尔的OSM定位图

## 行政
拉布吕耶尔的邮政编码为70280，INSEE市镇编码为70103。

## 政治
拉布吕耶尔所属的省级选区为梅利塞县。

## 人口

1962-2008年间拉布吕耶尔人口变化图示

拉布吕耶尔于2022年1月1日时的人口数量为169人。